# Alberto Spektorowski
Alberto Spektorowski (Montevideo, 1952) és un politòleg uruguaià-israelià.

## Biografia
Va néixer el 1952 a Montevideo, encara que va emigrar aviat a Israel. És professor a la Universitat de Tel-Aviv. Entre les seves obres es troben títols com The Origins of Argentina 's Revolution of the Right (Els orígens de la Revolució de la dreta de l'Argentina) (University of Notre Dame Press, 2003), Politics of Eugenics: Productionism, Population, and National Welfare (Política de l'eugenèsia: producció, població i benestar nacional) (Routledge, 2013), escrit amb Liza Ireni-Saban, i Autoritarios y populistas. Los orígenes del fascismo en la Argentina (Autoritaris i populistes. Els orígens del feixisme a l'Argentina) (Lumière, 2013).
Ha estat mediador del Grup Internacional de Contacte, involucrat en discussions al voltant del denominat «conflicte basc».